# Гвоздики піскові
{{#ifeq:0|0|{{#if:|{{#if:Dianthusarenarius|[[]}}|}}}}
Гвоздики піскові, гвоздика піщана, гвоздика піскова (Dianthus arenarius) — вид рослин з родини гвоздичних (Caryophyllaceae), поширений у північній, середній і східній Європі.

## Опис
Багаторічна трав'яниста рослина 5–12 см заввишки; росте в пучку. Стебло від прямого до висхідного, від нерозгалуженого до малорозгалуженого, голе. Листки супротивні, без черешка, об'єднані в основі. Листова пластина лінійна, майже голкоподібна, з цілими краями, з паралельним жилкуванням, сірувато-зелена. Квітів 1–5; запашні. Віночок радіально-симетричний, білий, ширина ≈ 3 см; вузьких пелюсток 5. Чашечка зрощена, трубчаста, злегка стає вужчою до вершини, 5-дольна, часто фіолетова. Тичинок зазвичай 10. Плід: 4-клапанна коробочка.

## Поширення
Поширений у північній, середній і східній Європі (Фінляндія, Швеція, Австрія, Чехія, Німеччина, Угорщина, Польща, Словаччина, Росія, Білорусь, Естонія, Литва, Латвія, Молдова, Україна, Хорватія, Румунія) та в Західному Сибіру. Населяє піщані болота, хребти, вивітрені скелясті хребти.
В Україні вид росте на пісках і на кам'янистих схилах — на Поліссі та Лісостепу, звичайно (підвиди Dianthus arenarius subsp. pseudoserotinus (Błocki) Tutin + Dianthus arenarius subsp. pseudosquarrosus (Novák) Kleopow.

## Охорона
Вид занесений до Директиви Європейського Союзу 92/43/ЄС «Про збереження природних оселищ та видів природної фауни і флори» (Додаток II. Види рослин і тварин, що становлять особливий інтерес для Європейського Союзу, збереження яких потребує створення територій особливої охорони).